# Gankino Circus
Gankino Circus ist eine 2007 in Dietenhofen gegründete fränkische Folkband.

## Geschichte
Die Mitglieder von Gankino Circus kennen sich bereits aus Kindheitstagen, verbrachten zusammen die Schulzeit und spielten in der gleichen Blaskapelle. Ab 2007 begannen die Künstler, als Straßenmusikanten aufzutreten. Der Bandname stammt dabei vom gleichnamigen bulgarischen Tanz Gankino ab. Im Jahr 2010 veröffentlichten sie ihr Debütalbum Das Potpourri Des Herrn Baron Von Gunzenhausen. Bereits ein Jahr danach folgt mit Zum Ersten Mal In Ihrer Stadt das zweite Album. Auch überregional sind Gankino Circus erfolgreich, so waren sie z. B. als Support für die finnische Humppa-Band Eläkeläiset auf Tour und wurden 2012 mit dem europäischen Folkmusik-Preis Eiserner Eversteiner des Publikums ausgezeichnet.
Im Sommer 2013 und Herbst 2014 reisten Gankino Circus auf Einladung des Goethe-Instituts für Konzerte und Workshops in die Ukraine sowie zur deutschen Botschaft nach Sofia. Mit Franconian Boogaloo erschien 2014 das dritte Album. Im Rahmen der 15-jährigen Jubiläumsfeier der Sprachlernzentren in Kasachstan und Kirgisistan veranstalteten Gankino Circus zusammen mit dem Goethe-Institut eine Tournee in Kasachstan und Kirgisistan.
Die Jahre 2017 und auch 2019 starteten jeweils mit einer Kooperation mit dem fränkischen Kabarettisten Matthias Egersdörfer.

Gankino Circus, Live auf der Brass Wiesn 2015
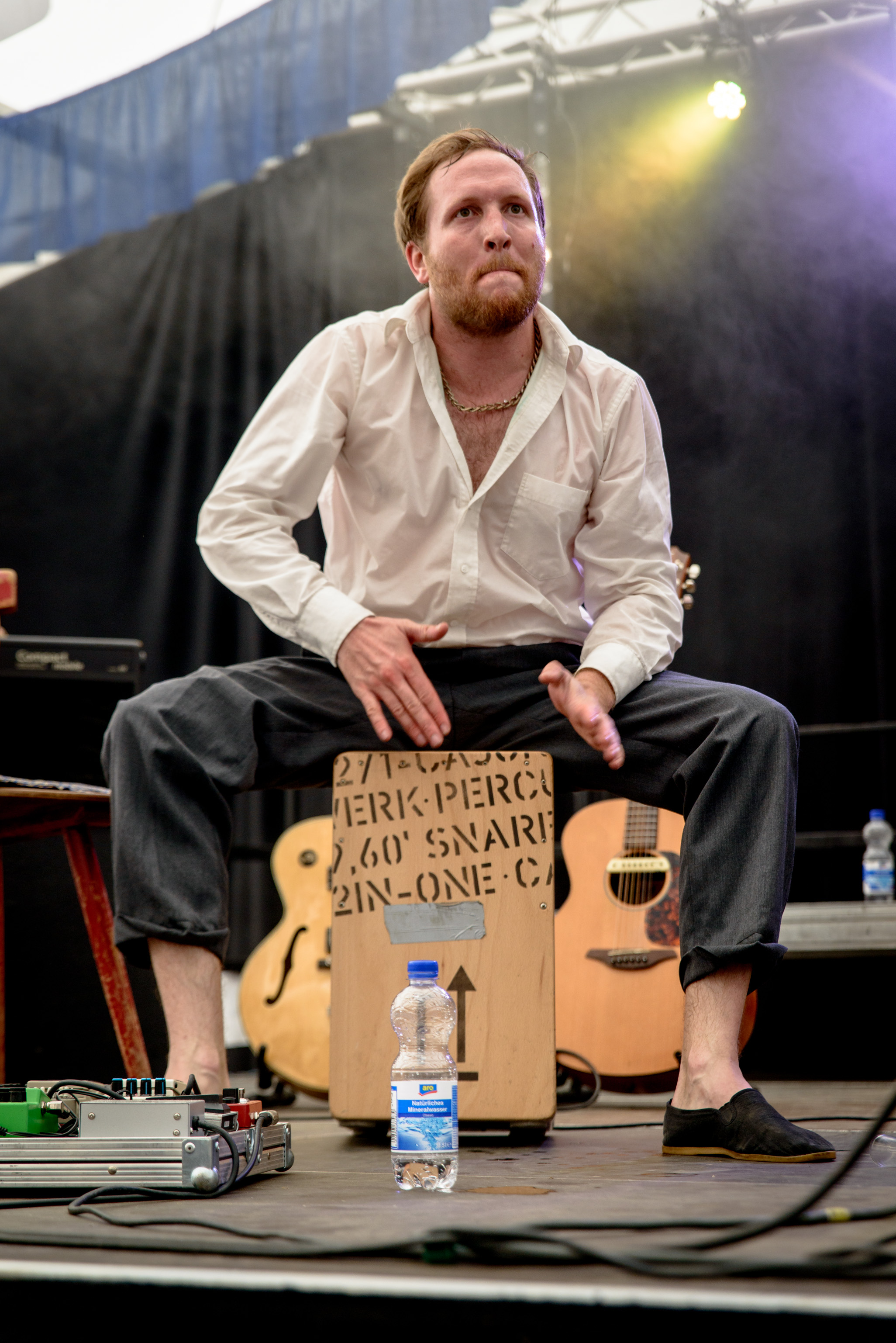
Johannes Sens
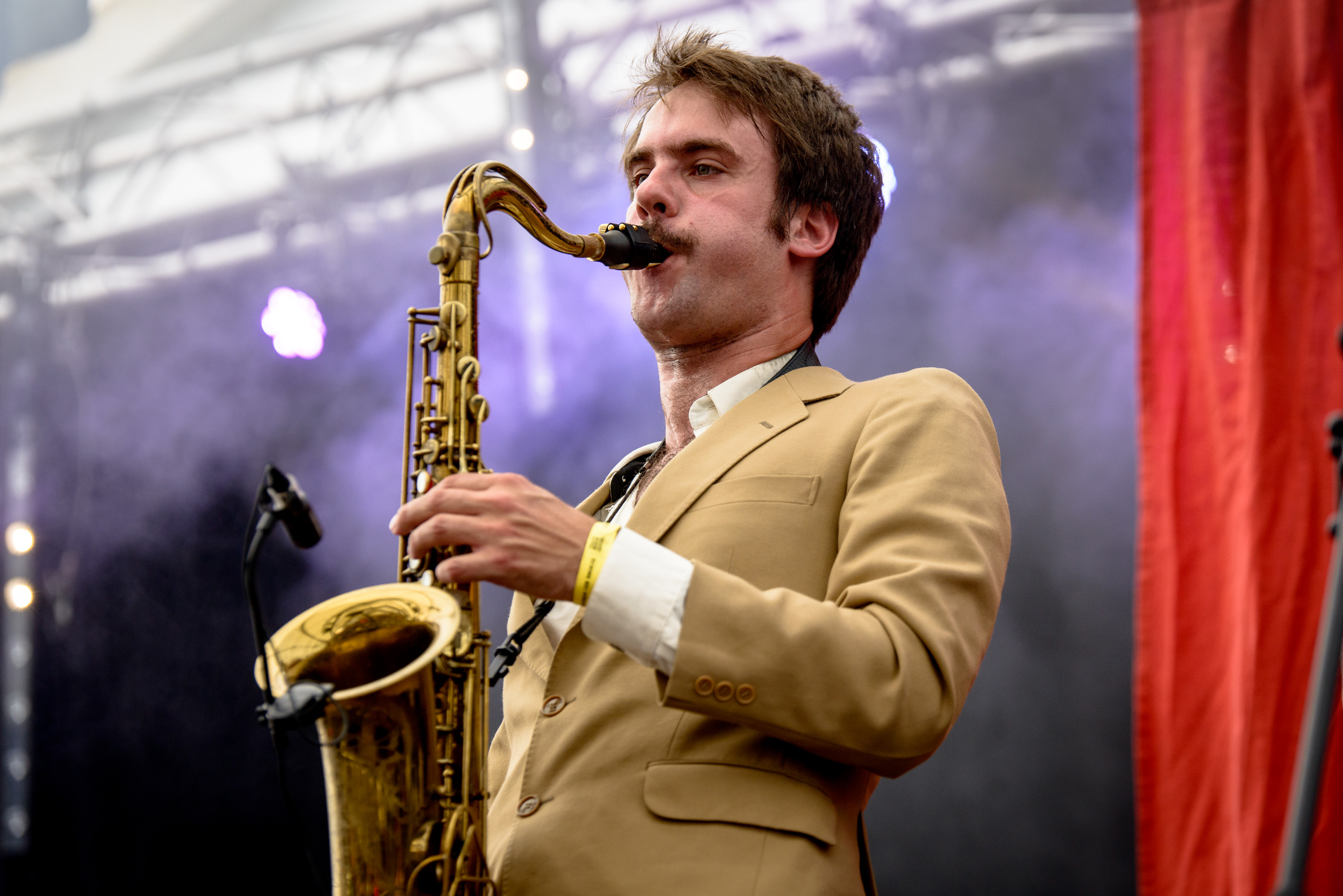
Simon Schorndanner
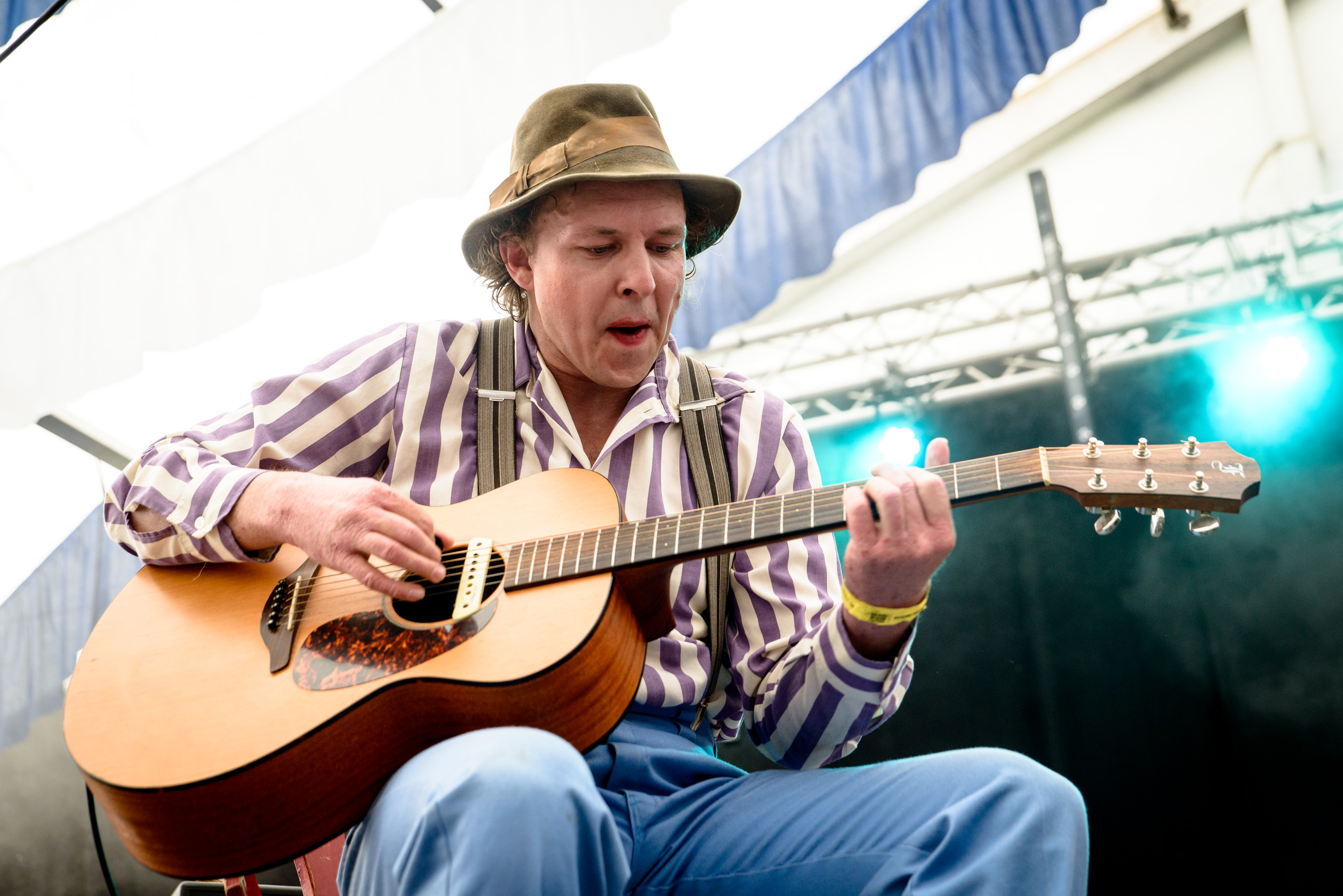
Ralf Wieland
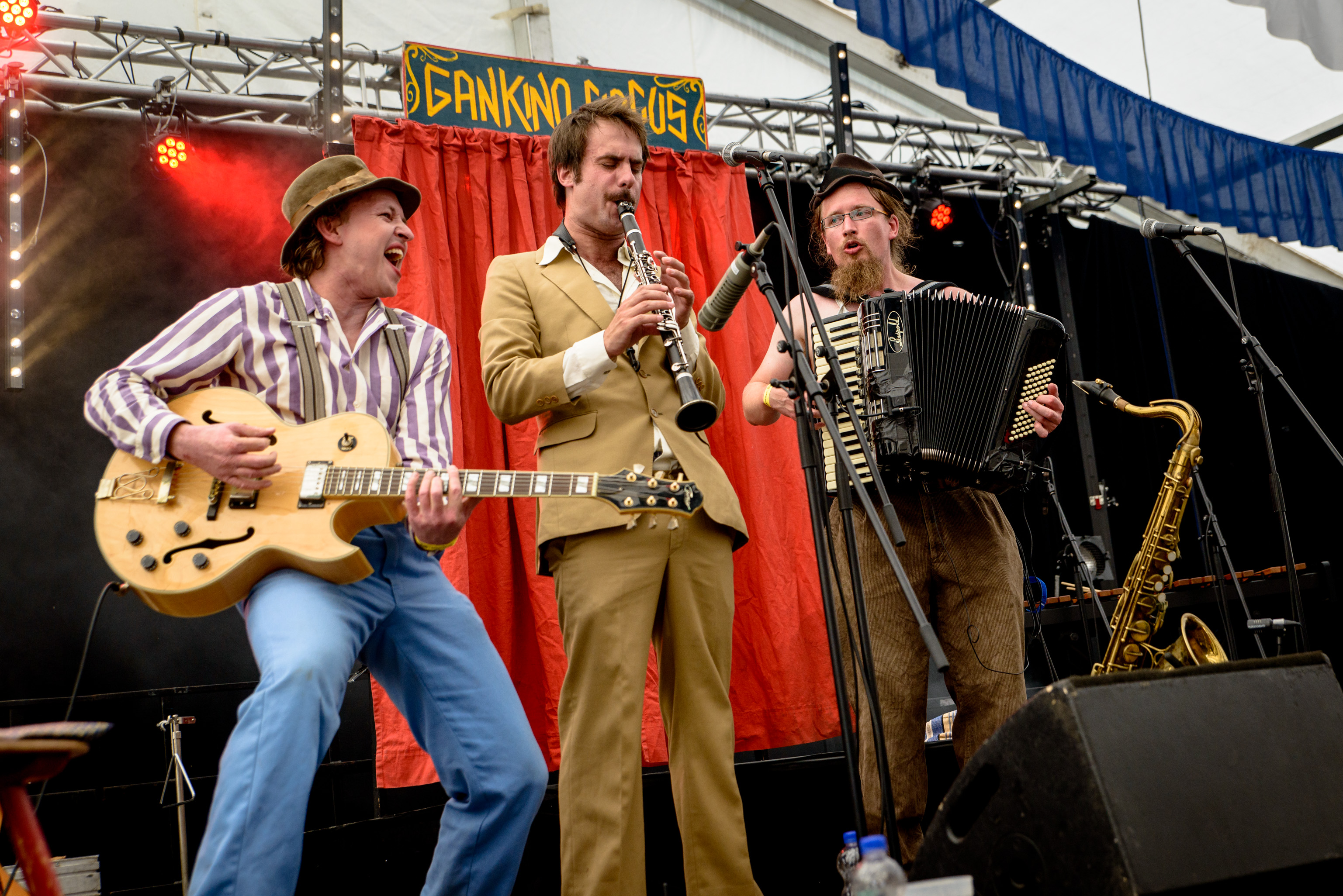
(v. l. n. r.) Wieland, Schorndanner, Eder
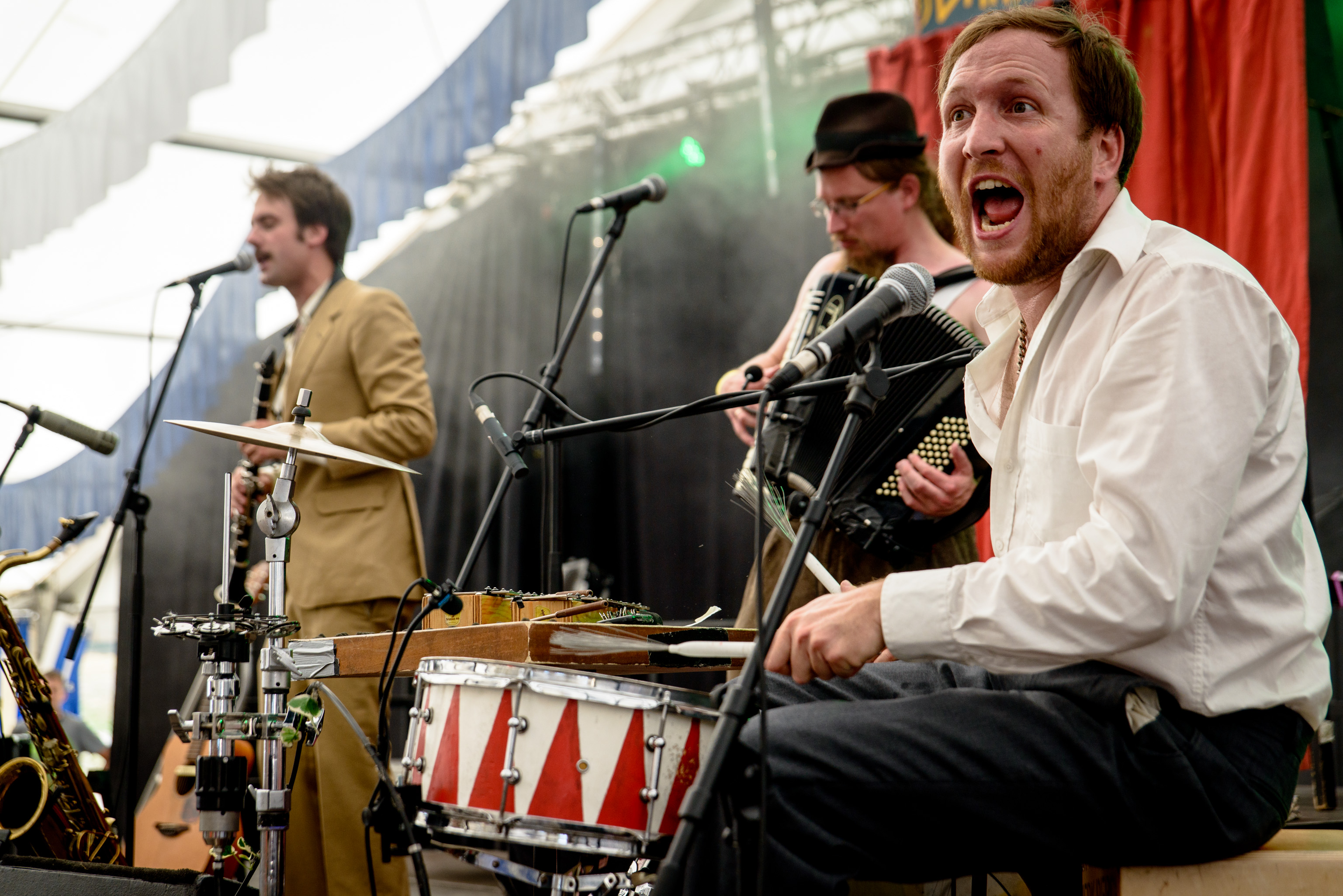
Schorndanner, Eder, Sens

## Programme
- 2010: Das Potpourri Des Herrn Baron Von Gunzenhausen
- 2011: Zum Ersten Mal In Ihrer Stadt
- 2014: Franconian Boogaloo
- 2017: Die Rückkehr des Buckligen (mit Matthias Egersdörfer)
- 2017: Irrsinn & Idyll
- 2018: Die Letzten ihrer Art
- 2021: Bei den Finnen
- 2022: Ruhm & Ruin (von und mit Heiner Bomhard)

## Diskografie

### Alben
- 2010: Das Potpourri Des Herrn Baron Von Gunzenhausen (Nordic Notes / Beste Unterhaltung)
- 2011: Zum Ersten Mal In Ihrer Stadt (Nordic Notes / Beste Unterhaltung)
- 2014: Franconian Boogaloo (Nordic Notes / Beste Unterhaltung)
- 2017: Die Letzten Ihrer Art (Beste Unterhaltung)
- 2022: Suomessa (Nordic Notes)

### Singles
- 2020: Wenn es Leuchtet (Beste Unterhaltung)
- 2021: Summer (Beste Unterhaltung)
- 2021: Schock (Beste Unterhaltung)
- 2024: Amol im Joahr (Beste Unterhaltung)
- 2024: Das Gegenteil (Beste Unterhaltung)
- 2025: Treibgut (Beste Unterhaltung)
- 2025: Finnische Mädchen (Beste Unterhaltung)
- 2025: Regen (Beste Unterhaltung)

## Auszeichnungen

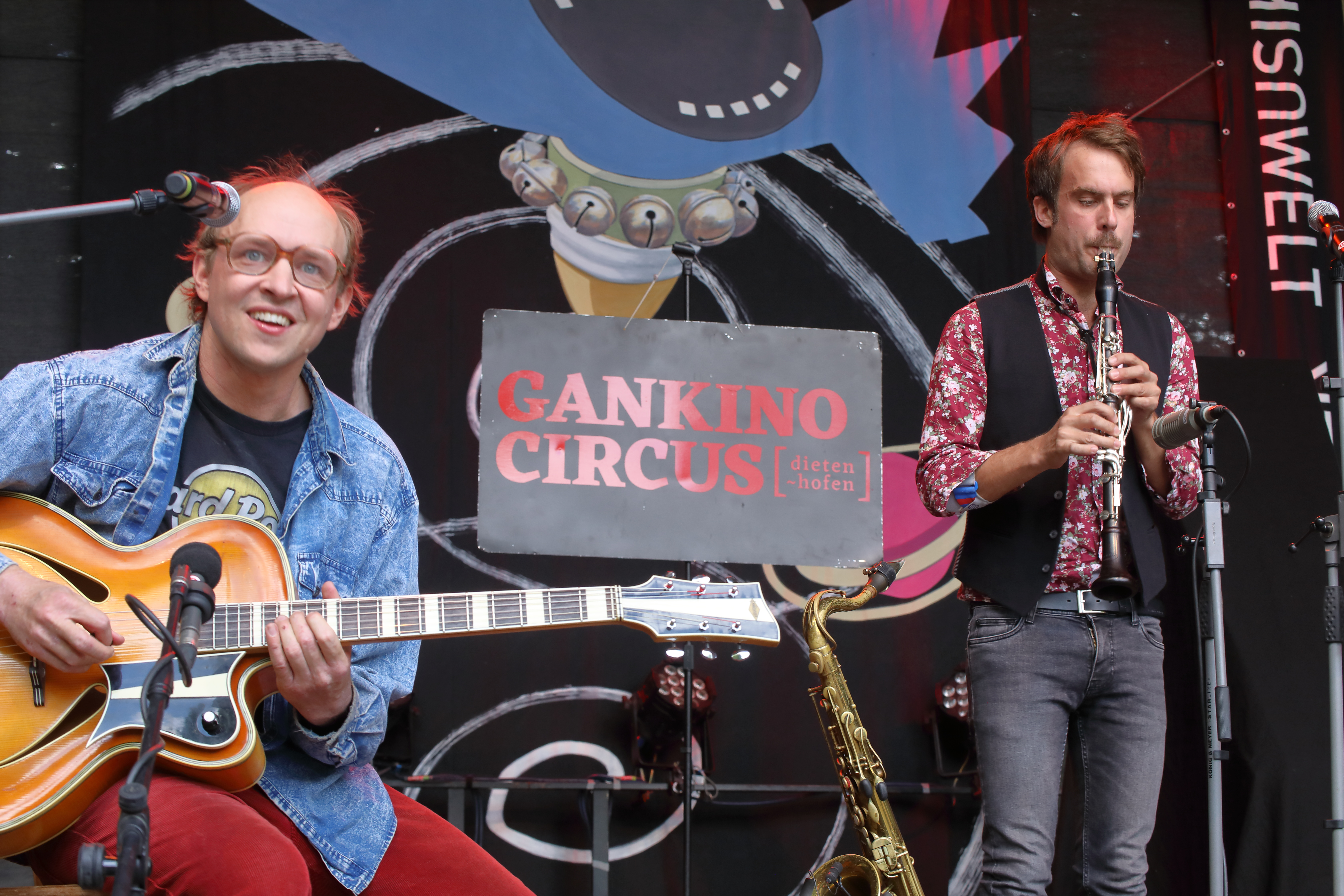
Rudolstadt-Festival 2019

- 2012: Eiserner Eversteiner, Publikumspreis
- 2016: Hallertauer Kleinkunstpreis, 2. Platz
- 2016: Fränkischer Kabarettpreis
- 2017: Wolfram-von-Eschenbach-Förderpreis
- 2019: RUTH, Festivalpreis
- 2019: Unterföhringer Mohr, Publikumspreis